# 色づく世界の明日から
『色づく世界の明日から』（いろづくせかいのあしたから、英題: Iroduku: The World in Colors）は、P.A.WORKS制作による日本のアニメーション作品。柿原優子シリーズ構成・脚本、中西やすひろ一部脚本、篠原俊哉監督によるオリジナル作品である。
2018年10月から12月にかけて毎日放送「アニメイズム」B2枠ほかにて放送されたテレビアニメ・深夜アニメ

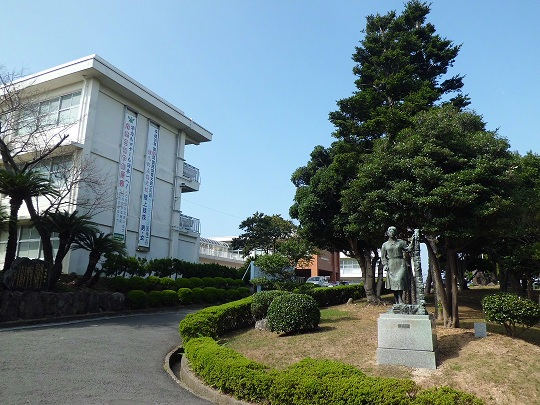
主人公・月白瞳美が編入する長崎県立南ヶ丘高等学校のモデル・長崎県立長崎南高等学校

日常の中に小さな魔法が残る少し不思議な世界で、長崎県長崎市を舞台に、祖母の時間魔法によって西暦2078年から2018年へとタイムスリップした、魔法使い一族の色覚を失った少女・月白瞳美の物語を描く。

## 登場人物
身長は設定資料より。

### 主要人物
月白 瞳美（つきしろ ひとみ）
声 - 石原夏織
本作の主人公。高校2年生。身長165cm。魔法使いの家系だが魔法を嫌悪している。神秘的な印象を与える美少女。左耳にアズライトの耳飾りをつけている。
祖母の琥珀の魔法で2078年から60年前の2018年へと送られるが、その当時、琥珀はイギリスへ留学しており日本にはおらず、60年前の月白家に居候することになる。
その後、月白家の面々の勧めによりマジカルステイとして南ヶ丘高校へ編入することになる。後に写真美術部へ入部する。
幼いころに色が見えなくなり、いつしか他人に心を閉ざすようになる。しかし、唯翔の絵を見た時に色が見えたことで、もう一度色を見たいと思うようになる。
月白 琥珀（つきしろ こはく）
声 - 本渡楓（2018年）、島本須美（2078年）
瞳美の祖母で瞳美を2078年から2018年へ送った張本人。2018年当時は高校2年生。身長160cm。瞳美が60年前に到着した時はイギリスに留学していた。胸にアズライトの首飾りをしている。
魔法で人を幸せにすることが好きで、日本にいた頃はよく魔法を暴走させ学校の備品を破壊していたトラブルメーカー。同級生の一部からは恐れられており、教師からも何枚も始末書を書かされている。
瞳美が自分を訪ねてきたということを知り、留学を取り止めて日本に戻ることを決めた。元は魔法部に入部していたが廃部となっており、帰国後は瞳美と同じく写真美術部に入部し「魔法写真美術部」への改名を提案する。

### 写真美術部
瞳美と琥珀の加入により、第5話で「魔法写真美術部」に改名される。
葵 唯翔（あおい ゆいと）
声 - 千葉翔也
高校3年生の男子生徒。身長175cm。父親はおらず母子家庭。写真美術部の一員で、タブレット端末で絵を描いている。
2018年にやって来た瞳美が唯翔の部屋で目を覚まし、部屋の窓から出ている所を目撃されたことが原因で恋仲だと誤解されてしまう。瞳美が魔法使いということも初めは半信半疑だったが、瞳美が魔法使いであることを証明する為に魔法を使うことを無理強いしたことを申し訳なく思っている。彼女に対しては共に過ごす中で特別な感情が芽生えてゆく。
風野 あさぎ（かざの あさぎ）
声 - 市ノ瀬加那
高校2年生の女子生徒。身長155cm。瞳美の編入した南ヶ丘高校でのクラスメイト。写真美術部の一人で、よく生き物の写真を撮っている。実家は写真館を営んでいる。部長の将とは幼馴染の関係で、彼に恋心を抱いている。
川合 胡桃（かわい くるみ）
声 - 東山奈央
高校3年生の女子生徒。身長163cm。写真美術部の一人。好奇心が旺盛で、瞳美を唯翔の彼女と誤解してお節介を焼いていた。千草とはよくケンカするが、彼に対して好意を抱いているような場面も見られ、片想いに悩むあさぎにアドバイスを送った。お化けが苦手。
山吹 将（やまぶき しょう）
声 - 前田誠二
高校3年生の男子生徒。身長178cm。写真美術部の部長。風野の写真館でアルバイトもしている。唯翔とは小学生のころからの付き合い。面倒見が良く、真面目な性格だが、幼馴染のあさぎの好意に気付かないなど、鈍感な面も見られる。一時期は瞳美に好意を抱き、告白をするも断られてしまう。
深澤 千草（ふかざわ ちぐさ）
声 - 村瀬歩
高校1年生の男子生徒。身長173cm。写真美術部の一人。南ヶ丘高校に入学する以前から写真美術部に顔を出していた。唯翔とはバイト先の喫茶店の同僚でもあり、その中性的な顔立ちから女性人気が高い。ノリが軽い性格で、先輩である胡桃の事をよくからかっている。

### 家族関係者
月白 瑠璃（つきしろ るり）
声 - 大原さやか
琥珀の母で、瞳美の曾祖母。未来から来た瞳美を娘のように受け入れている。琥珀が学校で魔法を暴発させる度に、学校まで謝罪をしに行っている。
月白 柚葉（つきしろ ゆずは）
声 - 潘恵子
琥珀の祖母で、瞳美の高祖母。高名な魔法使いらしく、まほう屋は繁盛している。
月白 弦（つきしろ げん）
声 - 森川智之
琥珀の父で、瞳美の曾祖父。魔法使いではない一般人であるが、未来からきた瞳美を快く受け入れる度量の広さを持っている。
葵 遙（あおい はるか）
声 - 本田貴子
唯翔の母。女手一つで唯翔を育てているが、絵ばかり描いている息子を心配している。
風野 光瑛（かざの みつあき）
声 - 丹羽正人
あさぎの父。写真館を営んでいる。
川合 苺花（かわい いちか）
声 - 橘えみり
胡桃の姉。パティシエとして働いており、胡桃からは尊敬されている。

### その他
朝川 砂波（あさかわ さなみ）
声 - 長谷川育美
南ヶ丘高校のOBで、唯翔の描く絵の先輩にあたる女性。小さいながら個展を開くまでになっている。
一柳 柊生（いちやなぎ しゅうせい）
声 - 諏訪部順一
琥珀の行きつけの魔法関係の書物も扱う古本屋のオーナー。琥珀に頼まれ、時間魔法に利用する星砂の手配を行った。

## 用語
魔法
本作の世界観では、現実社会に魔法使いが一部存在し、魔法使いや魔法の存在は公知になっている。ただし、時間遡行のような高度なものは知られていなかった。
まほう屋
月白家が経営している魔法販売店。琥珀の実家であり、未来から来た瞳美の居候先。琥珀の母が店長を務めている。瞳美が店番を頼まれて手伝うこともある。長崎市琴海に実在するカフェがモデル。
星砂
まほう屋の商品。瓶や袋に入った魔法が込められた砂。魔法の種類によって色が違う。調製には一定の習熟が必要である。一般人でもこれを解放することで一時的に簡単な魔法が使える。瞳美を60年前へと送る際にも用いられている。
長崎県立南ヶ丘高等学校（ながさきけんりつ みなみがおか こうとうがっこう）
主人公・月白瞳美が編入する公立高校。モデルは長崎県立長崎南高等学校。
写真美術部（しゃしんびじゅつぶ）/魔法写真美術部（まほうしゃしんびじゅつぶ）
部活動において、写真部と美術部は、部員数の関係上同じ部室で「写真美術部」として活動している。後に月白琥珀の提案により「魔法写真美術部」となる。

## スタッフ
- 原作 - ヤシオ・ナツカ
- 監督 - 篠原俊哉[7]
- シリーズ構成 - 柿原優子[7]
- キャラクター原案 - フライ[7]
- キャラクターデザイン・総作画監督 - 秋山有希[7]
- プロップデザイン - 宮岡真弓、石本剛啓
- 美術監督 - 鈴木くるみ[7]
- 美術監修 - 東潤一[7]
- 美術設定 - 宮岡真弓
- 色彩設計 - 中野尚美[7]
- 撮影監督 - 並木智、富田喜允[7]
- 3D監督 - 桐谷太力[7]
- 編集 - 高橋歩[7]
- 音響監督 - 山田陽[7]
- 音楽 - 出羽良彰[7]
- 音楽プロデューサー - 西村潤
- 音楽制作 - NBCユニバーサル・エンターテインメント
- プロデューサー - 小倉充俊、山崎史紀、川村仁、辻充仁、前田俊博、青井宏之、柏木豊、田中翔太、和泉勇一、相田剛
- アニメーションプロデューサー - 山本輝
- プロデュース - インフィニット
- アニメーション制作 - P.A.WORKS[7]
- 製作 - 「色づく世界の明日から」製作委員会

## 主題歌
オープニングテーマ「17才」（第一話 - 第十三話）
作詞 - ハルカ / 作曲 - ミユキ / 編曲 - ハルカトミユキ、野村陽一郎 / 歌 - ハルカトミユキ
第一話、第十三話ではエンディング位置で使用。
エンディングテーマ「未明の君と薄明の魔法」（第二話 - 第十二話）
作詞・作曲・歌 - やなぎなぎ / 編曲 - 保刈久明
挿入歌「color capsule」（第十三話）
作詞・作曲・編曲・歌 - やなぎなぎ

## 各話リスト
| 話数 | サブタイトル            | 脚本         | 絵コンテ                     | 演出                       | 作画監督 |
| --- | ----------------------- | ------------ | ---------------------------- | -------------------------- | --- |
| 第一話 | キミノイクベキトコロ    | 柿原優子     | 篠原俊哉                     | 浅井義之                   | 小島明日香 宮崎司 井上裕亮 秋山有希                                                                             |
| 魔法使いの血を引いていながら魔法を使えず、幼いころに色を知覚できなくなり、モノクロの世界で他人を避けるように過ごしてきた瞳美は、ある祭りの日の夜に祖母の月白琥珀から突然「高校生の時の私に会いなさい」と言われ、彼女の時間魔法によって訳も分からないまま60年前の2018年に送られてしまう。気づくと、瞳美は見ず知らずの男子高校生・葵唯翔の部屋におり、急いで彼の家から逃げ出す。その後、紆余曲折の末に何かを描く唯翔を見かけてタブレットを覗くと、瞳美の目に鮮やかな色がついた彼の絵とそこから泳ぎ出す金色の魚が飛びこんできた。 |                         |              |                              |                            | |
| 第二話 | 魔法なんて大キライ      | 柿原優子     | 篠原俊哉                     | 今泉賢一                   | 小野和美 五月女義幸 大東百合恵 福井麻記 宮崎司 小島明日香 奥石暁                                                |
| ひとまず琥珀の家に住まわせてもらうことになった瞳美は、琥珀の家族の勧めで南ヶ丘高校に通うことになる。だが、学校では琥珀は問題児扱いであり、同級生からは初対面ながら同類かと疑念を持たれてしまう。一方、以前瞳美に出会っていた写真美術部の面々は彼女を呼び出し、恋人と勘違いされた唯翔との誤解は解けるも、瞳美は人前で魔法使いと証明するために魔法を使うことになるが、稚拙な彼女の魔法に皆は呆気にとられる。唯翔たちは無理強いしたことを瞳美に謝罪し、唯翔はまた魔法を見せて欲しいと彼女に告げる。 |                         |              |                              |                            | |
| 第三話 | No Rain, No Rainbow     | 柿原優子     | 塚田夏央                     | 阿部ゆり子                 | 井上裕亮 宮崎司 小島明日香 川面恒介                                                                             |
| 学校では部活の勧誘合戦が始まっていた。川合胡桃や風野あさぎたちは瞳美を写真美術部へと誘う。彼らの部室を訪ねた瞳美は、そこにいた唯翔の言葉を受けて絵を描くが、その独特な色使いを驚嘆される。その後、撮影会のイベントに参加した瞳美は急遽モデル役をこなすことになるも、色が分からないため使用する魔法の星砂を間違え、プールに落ちてしまった。唯翔は瞳美の色覚異常に気づくが、瞳美は彼に口止めをする。翌日、胡桃たちに合わせる顔がなかった瞳美だが、プール掃除中の彼女らから白黒写真の話を聞き、入部を決意する。 |                         |              |                              |                            | |
| 第四話 | おばあちゃんはヤメテ！  | 柿原優子     | 篠原俊哉                     | 松林唯人                   | 森島範子 宮川智恵子 佐藤このみ 山口保則 川面恒介 水野紗世 小島明日香 井上裕亮 宮崎司                            |
| ついに琥珀がイギリス留学から帰ってきた。彼女は帰国早々、成長した魔法を使って問題を起こしてしまう。琥珀は瞳美の事情を察し、彼女に魔法についてのアドバイスを行う。また、瞳美が入部した写真美術部に興味を持ち、夜の校舎の屋上における夜景撮影会に参加する。琥珀と瞳美の呼び名決めやお化け騒動の末に、唯翔たちは瞳美が琥珀の孫娘で、60年後の未来から来たという事実を知ることになる。その後、琥珀は以前廃部にされた魔法部の復活を狙い、一人魔法部としての入部を唯翔たちに告げ、「魔法写真美術部」が立ち上がる。 |                         |              |                              |                            | |
| 第五話 | ささやかなレシピ        | 柿原優子     | 浅井義之                     | 浅井義之                   | 井上裕亮 小島明日香 宮崎司 水野紗世 山方春香 川面恒介 福井麻記                                                  |
| 無事に魔法写真美術部が学校から認可され、琥珀の提案により懇親会をまほう屋で開くことになった。また、琥珀は学校で恋愛の出張占いを開く。幼馴染の山吹将が気になるあさぎはその様子を見に来るが、良くない結果を聞き落ち込んでしまう。そんな中、瞳美は琥珀からまほう屋の留守番を頼まれ、贈り物を買いに来た唯翔の悩みを聞き、より一層魔法の練習に取り組むようになる。そして失敗の末に魔法を込めた星砂を完成させ、唯翔へとプレゼントする。その日の夜、唯翔が自室で魔法を使ってみると、目の前に金色の魚が現れた。 |                         |              |                              |                            | |
| 第六話 | 金色のサカナ            | 柿原優子     | 篠原俊哉                     | 高村彰                     | 川面恒介 水野紗世 山方春香 井上裕亮 小島明日香 宮崎司 鍋田香代子 中山みゆき 柴田ユウジ 小笠原憂                 |
| 魔法写真美術部の一同は撮影会でグラバー園を訪れた。そこで瞳美は、再び唯翔の絵から金色の魚が現れるのを見つけ無意識の内に絵の世界に迷い込んでしまう。奥へ進むと荒れた場所に辿り着き、そこで瞳美は魚を追う影を見つける。目覚めた瞳美は、絵の中の出来事を唯翔に伝え琥珀に相談することを勧めるが、唯翔に強く拒絶されてしまう。そんな中、唯翔は先輩の美術個展に訪れ、悩みを打ち明ける。帰り際に偶然通りかかった瞳美は、唯翔を見て逃げ出してしまうが、追ってきた唯翔の言葉を切っ掛けにモノクロの世界が色を取り戻した。 |                         |              |                              |                            | |
| 第七話 | ヴィーナスの重荷        | 中西やすひろ | 高村彰                       | 宮澤良太                   | 池原百合子 半田大貴 桜井木ノ実 川面恒介 小島明日香 井上裕亮 宮崎司 水野紗世 山方春香 秋山有希                   |
| 一時は色を取り戻した瞳美だったが、再び色を失ってしまった。学校は夏休みに入り、魔法写真美術部は毎年恒例のキャンプ合宿を開くことに。次期部長と副部長に指名されたあさぎと瞳美は準備に取り掛かる。そんな中、進路や模試の結果に胡桃は悩んでいた。キャンプ当日、些細なことを切っ掛けに場の雰囲気を悪くした胡桃を瞳美は気に掛ける。目標を持ち進路を決めた姉や将、そして絵に真剣に向き合うことを決めた唯翔と違い、落ち込む胡桃だが、千草の励ましで元気を取り戻す。そして瞳美は、夜の橋の上で隠し事を明かす決意をする。 |                         |              |                              |                            | |
| 第八話 | ほころびのカケラ        | 柿原優子     | 岡村天斎                     | 小林孝嗣                   | 小畑賢 挽本敦子 桐谷真咲 坂友加里 谷口りつ子 橋本明日美 桜井このみ 小島明日香 宮崎司 井上裕亮 山方春香 水野紗世 |
| 瞳美が色が見えないのは、無意識に自分に魔法を掛けたせいではないかと推測した琥珀は、唯翔に協力を頼み色を取り戻す実験を繰り返すが特に進展はなかった。魔法写真美術部は、部活動の一環で撮影のために住宅街に繰り出す。今の風景を忘れないように写真に収める瞳美に琥珀は未来に戻りたいのかと問うが、瞳美は答えを出せなかった。琥珀は、いつでも瞳美を未来に戻すことが出来るよう時間魔法の修業に精を出し、見た目は成功したものの、魔法の効果は長続きしない不完全なものだった。魔法で人を幸せにする難しさに琥珀は苦悩する。 |                         |              |                              |                            | |
| 第九話 | さまよう言葉            | 中西やすひろ | 松林雅人                     | 松林雅人 藤井康雄          | 井上裕亮 宮崎司 水野紗世 山方春香 小島明日香 中山みゆき 竹本未希 小笠原憂 宮下雄次 山口保則 佐藤このみ 祝部由香 |
| 写真の腕を上げる為に瞳美は将と二人で休日に撮影へと出掛け、その帰りに将から告白される。だが、突然の告白に戸惑い逃げ出してしまった瞳美は、それから将を避けるようになってしまう。自分は幸せになる資格は無いと、将の気持ちに向き合うことを恐れていた瞳美だが、あさぎに将と向き合うように説得され、将と自分の気持ちと向き合うことを決める。まだ確かではない自分の気持ちを素直に伝えて告白を断った瞳美は、部活を休んで帰ろうとするあさぎを追う。そこであさぎは自分は将が好きだったという想いを瞳美に伝える。 |                         |              |                              |                            | |
| 第十話 | モノクロのクレヨン      | 中西やすひろ | 菅沼芙実彦 藤井康雄 篠原俊哉 | 本間修                     | 中山みゆき 水野紗世 宮下雄次 山方春香 井上裕亮 宮崎司 佐藤このみ 竹本未希 小島明日香 三浦菜奈                   |
| あさぎは自分の想いを瞳美に伝え、瞳美を避けるようになる。しかし瞳美は、過去に来て初めてできた友達のあさぎと仲直りをするべく、あさぎを追いかけて話し合うことになる。そんな中、魔法写真美術部は学園祭に向けて準備に取り掛かっていた。琥珀は魔法部として魔法で絵の中に入るイベントを開催しようと計画する。数日後、絵の中に入った部員達は絵の中の世界に沸き立つが、瞳美と唯翔の前に再び金色の魚が現れ、それを追う内に唯翔は暗い部屋の中で一人で絵を描く幼い瞳美を見つける。その事を瞳美に伝えると、瞳美は幼い頃の思い出を語り始めた。 |                         |              |                              |                            | |
| 第十一話 | 欠けていく月            | 柿原優子     | 阿部ゆり子                   | 阿部ゆり子 高村彰          | 小島明日香 宮崎司 井上裕亮 山方春香 水野紗世 秋山有希 中山みゆき 竹本未希 宮下雄次                              |
| 文化祭が近付き、魔法写真美術部も準備で大忙し。そんな中、暗室に入った瞳美が忽然と姿を消してしまう。すぐに姿を見せたことで安堵する一同だったが、不安に思った琥珀は留学先の先生にメールで相談したところ、瞳美が時の間（ときのあわい）に引き込まれているということを知らされる。一人では瞳美を未来に戻せないと悟った琥珀は、魔法写真美術部員の協力を得て時間魔法の準備を進める。そんな皆の姿を見た瞳美は、今に留まりたいという想いに葛藤する。その夜、瞳美は唯翔に向けて魔法の紙飛行機を飛ばした。紙飛行機に気付いた唯翔は瞳美に会う為に、瞳美は唯翔に会う為に家を飛び出して走り出した。 |                         |              |                              |                            | |
| 第十二話 | 光る光る この一日が光る | 柿原優子     | 浅井義之                     | 浅井義之 松林唯人          | 井上裕亮 水野紗世 山方春香 宮崎司 小島明日香 中山みゆき 竹本未希 宮下雄次                                       |
| 瞳美が未来に帰る日が近付く中、高校の文化祭が開催される。魔法写真美術部のマジカルアートイリュージョンは大好評で、新しい事に挑戦する部員たちは確かな手ごたえを感じていた。文化祭二日目、魔法写真美術部の部員達は瞳美と唯翔に思い出を残す為の時間を作る為、二人で文化祭を回るように勧める。後夜祭が始まり、瞳美と琥珀の二人は魔法で花火を上げる。その花火を見た瞳美はまた一時色を取り戻し、皆と同じ花火を見る事ができ涙を流す。瞳美が帰る時が刻一刻と近付く中、瞳美は唯翔への恋心という、唯一の心残りを抱いていた。 |                         |              |                              |                            | |
| 第十三話 | 色づく世界の明日から    | 柿原優子     | 岡村天斎 篠原俊哉            | 篠原俊哉 藤井康雄 宮澤良太 | 秋山有希 水野紗世 宮崎司 山方春香 小島明日香 井上裕亮 椛島洋介 中山みゆき 竹本未希 宮下雄次 小笠原憂            |
| 後夜祭が終わり、遂に瞳美が未来に帰る時が訪れた。魔法写真美術部が一人一人瞳美へ気持ちを伝える中、それでも唯翔は本当の気持ちを伝えずにいた。そんな中、星砂の光が異常を見せ、光に飲み込まれた唯翔と瞳美は、再び瞳美の心の中に入る。唯翔は金色の魚に導かれて瞳美を見つけ、そこで二人はお互いの想いを伝えあう。未来でも幸せに、笑っていて欲しいという唯翔の願いを受け、瞳美は自身に掛けた魔法は解け、本当に色を取り戻す。未来に戻ると、そこには60年前に共に過ごした琥珀が待っており、二人は魔法写真美術部が埋めたタイムカプセルを掘り返し思い出話に花を咲かせる。そこで琥珀から渡されたのは、幼い頃に唯一色が見えた絵本だった。長い旅を終えた瞳美は変わった。級友と交友を深める事、魔法と向き合う事、そして母と会って和解する事。唯翔から貰った色づく世界の明日を信じて、瞳美は青い海と空を見つめた。 |                         |              |                              |                            | |

## 放送局
| 放送期間 | 放送時間                     | 放送局             | 対象地域   | 備考                                 |
| --- | ---------------------------- | ------------------ | ---------- | ------------------------------------ |
| 2018年10月6日 - 12月29日 | 土曜 1:55 - 2:25（金曜深夜） | TBSテレビ          | 関東広域圏 |                                      |
| | 土曜 21:00 - 21:30           | AT-X               | 日本全域   | 製作参加 / CS放送 / リピート放送あり |
| 2018年10月6日 - 2019年1月5日 | 土曜 2:25 - 2:55（金曜深夜） | 毎日放送           | 近畿広域圏 | 製作参加                             |
| 2018年10月7日 - 12月30日 | 日曜 1:30 - 2:00（土曜深夜） | BS-TBS             | 日本全域   | BS放送                               |
| 2018年10月12日 - 2019年1月11日 | 金曜 1:48 - 2:18（木曜深夜） | チューリップテレビ | 富山県     |                                      |
| 2018年10月16日 - 2019年1月15日 | 火曜 1:28 - 1:58（月曜深夜） | 青森テレビ         | 青森県     |                                      |
| 毎日放送、TBSテレビ、BS-TBSでは『アニメイズム』B2枠。 AT-Xでは各話放送後に『AT-X限定エンドムービー』を放送。出演は石原夏織（月白瞳美役）。 |                              |                    |            |                                      |

インターネットではAmazonプライム・ビデオにて、同年10月5日より中国本土を除く全世界に独占配信。

## Blu-ray BOX
| 巻 | 発売日       | 収録話         | 規格品番  |
| -- | ------------ | -------------- | --------- |
| 1  | 2019年2月2日 | 第1話 - 第4話  | BIXA-9041 |
| 2  | 2019年3月2日 | 第5話 - 第8話  | BIXA-9042 |
| 3  | 2019年4月2日 | 第9話 - 第13話 | BIXA-9043 |

## 関連番組
『TVアニメ「色づく世界の明日から」特別番組 石原夏織が行く、色づく長崎の旅』は、同年11月11日にAT-Xにて放送された特別番組。出演は石原夏織（月白瞳美役）、声の出演は本渡楓（月白琥珀役）、ナレーションは千葉翔也（葵唯翔役）。石原が本渡演じる琥珀とともに長崎の各施設を巡り、その魅力を伝える。Blu-ray BOX1には映像特典として収録されている。

## イベント

### 色づく世界の明日から Blu-ray BOXリリース記念イベント
2018年12月16日に、とらのあな秋葉原店C イベントスペースで開催。トークイベントで、石原夏織（月白瞳美役）、本渡楓（月白琥珀役）が出演。とらのあな対象店舗にて対象商品を全額内金で予約した者に先着で配布された「イベント参加券」の所持者のみ入場可能。

### 色づく世界の明日から×リアル謎解きゲーム〜ようこそ魔法写真美術部へ！〜
2019年7月12日から7月29日にかけて、有楽町マルイ8F イベントスペースで開催。周遊型のリアル謎解きゲームで、スマートフォンを使ってキャラクターとやり取りしながら学園祭の前日譚を体験することができた。参加キット購入者がプレイ可能で、制限時間はないがプレイ出来るのはイベント開催時間内に限られる。

### 色づく世界の明日から 背景美術中心 特別展
2019年11月1日から2020年1月5日にかけて、グラバー園旧三菱第2ドックハウスで開催。アニメで使用された背景画や人物画など30点を、物語の中で登場したグラバー園で展示。グラバー園の入場料のみ料金がかかる。

### 色づく世界の明日から トークショー～キミノイクベキトコロ、長崎～
2019年11月23日に平和会館ホール 平和会館3Fで開催。トークイベントで、石原夏織（月白瞳美役）、本渡楓（月白琥珀役）、篠原俊哉（監督）が出演。イベントチケット購入者が入場可能。

### 凪のあすから×色づく世界の明日から×白い砂のアクアトープ コラボレーション展「海の色を巡りに」
P.A.WORKS×篠原俊哉がタッグを組んで制作されたテレビアニメ『白い砂のアクアトープ』の放送を記念した、『凪のあすから』と3作品合同での展示会。以下の日程で開催された。
また、同展では石原夏織（月白瞳美役）の朗読による「なないろのペンギン」の新録映像が全編初公開され、後にYouTubeでも公開された。
- 2021年11月12日 - 11月21日：渋谷モディ
- 2021年12月24日 - 2022年1月3日：博多マルイ
- 2022年1月13日 - 1月24日：なんばマルイ